# Walter Walker (Politiker)

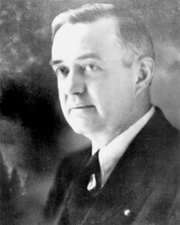
Walter Walker

Walter Walker (* 3. April 1883 in Marion, Crittenden County, Kentucky; † 8. Oktober 1956 in Grand Junction, Colorado) war ein US-amerikanischer Politiker der Demokratischen Partei, der den Bundesstaat Colorado für kurze Zeit im US-Senat vertrat.
Nach dem Besuch der öffentlichen Schulen in seiner Heimat Kentucky zog Walter Walker im Jahr 1903 nach Grand Junction in Colorado um. Dort stieg er ins Tageszeitungsgewerbe ein, wobei er zunächst Redakteur, später dann Geschäftsführer und schließlich dann Eigentümer des Grand Junction Daily Sentinel wurde.
Nach dem Tod von US-Senator Charles W. Waterman wurde Walter Walker zu dessen Nachfolger im Kongress berufen. Seine Amtszeit dort dauerte jedoch nicht sehr lange. Er zog am 26. September 1932 in den Senat ein und schied bereits am 6. Dezember desselben Jahres wieder aus, nachdem er sich bei der Nachwahl vergeblich um den Sitz bemüht hatte. Dieser ging stattdessen an den Republikaner Karl Cortlandt Schuyler.
In der Folge wandte Walker sich wieder dem Zeitungsgeschäft zu. Sein einziges weiteres politisches Mandat übernahm er bei der Präsidentschaftswahl 1936, als er dem Electoral College angehörte, das US-Präsident Franklin D. Roosevelt in seinem Amt bestätigte.